# Callicosta filiformis
Callicosta filiformis là một loài rêu trong họ Daltoniaceae. Loài này được Hook. & Grev. Müll. Hal. mô tả khoa học đầu tiên năm 1848.